# Esmeralda (film 1922)
Esmeralda è un breve film muto del 1922, diretto da Edwin J. Collins e tratto dal romanzo di Victor Hugo Notre-Dame de Paris. Il cortometraggio viene oggi considerato perduto e solo alcuni fotogrammi sono sopravvissuti.

## Trama
Nella Parigi del XV secolo, la bella gitana Esmeralda diventa l'oggetto del desiderio del capitano Phoebus de Chateaupers, dell'arcidiacono Claude Frollo e del deforme campanaro Quasimodo. La giovane gitana sceglierà Phoebus e Frollo, reso folle dalla gelosia, assassina il capitano e fa ricadere la colpa dell'omicidio su Esmeralda, che viene processata e condannata a morte. Vani sono i tentativi di Quasimodo si salvare la vita dell zingara, che muore sul patibolo.

## Produzione
Dato lo smarrimento della pellicola, poco è noto della produzione del film. Diversi critici hanno descritto la scelta di Sybil Thorndike nel ruolo di Esmeralda come inusuale: l'attrice aveva già quarant'anni, oltre venti più del suo personaggio, e neanche in gioventù era stata considerata una bellezza. Inoltre Dame Sybil, pur essendo una delle maggiori interpreti teatrali dell'epoca, era poco nota e affermata sul grande schermo, avendo fatto il suo debutto cinematografico soltanto l'anno prima. La scelta insolita del casting ha fatto ipotizzare ad alcuni critici e storici del cinema che Esmeralda possa non essere stato adattato direttamente dal romanzo di Hugo, bensì da un successivo adattamento teatrale già portato sulle scene dalla Thorndike. Il film si concentrava prevalentemente sul personaggio di Esmeralda, relegando Quasimodo in secondo piano, ed era incentrato prevalentemente sugli aspetti sentimentali e melodrammatici del romanzo, evitando invece l'elemento di critica sociale dell'opera di Hugo.